# Télé-Rodrigo
Télé-Rodrigo (El Auténtico Rodrigo Leal) est une telenovela colombienne en 101 épisodes de 42 minutes, créée par Ana María Londoño et Horacio Marshall et diffusée entre le 20 novembre 2003 et le 13 mai 2004 sur Caracol TV.
En France, le feuilleton est diffusé depuis le 6 mars 2006 sur Pink TV en format de 22 minutes. Cette telenovela, produite par Juana Uribe, est l'une des plus populaires d'Amérique latine. Elle a d'ailleurs obtenue en 2004 le prix du meilleur scénario par la Colombia's Premios India Catalina Industry Awards.

## Synopsis
Rodrigo, un jeune chef de cuisine au chômage et endetté, prend la décision de participer à une nouvelle émission de télé réalité, Hotel Real, dans l'espoir de remporter l'importante récompense promise au vainqueur. Le problème : il doit se faire passer pour gay le plus parfaitement possible....
Cela semble facile pour gagner 300 000 pesos, mais quelles seraient les conséquences de faire un faux coming out devant des milliers de téléspectateurs? Imaginez la réaction de sa famille, de sa fiancée Lucia et de la présentatrice Carmen Morena qui au fil de l'aventure tombe éperdument amoureuse de notre Rodrigo.
Une série pleine de rebondissements entre l'idylle de Rodrigo et Carmen, le producteur Anibal López, maître chanteur de notre héros et manipulateur malhonnête de la chaine Canal 3, Lucia et son frère qui ne pense qu'à l'argent, les épreuves aussi saugrenues les unes que les autres pour les candidats, Anabel, présentatrice et langue de vipère de la chaîne concurrente Télé Plus et la nouvelle notoriété de Rodrigo en tant qu'icône gay.
Dur sort pour ce Rodrigo qui ne reste qu’un sensible macho, coincé dans une histoire farfelue uniquement pour gagner de l’argent et rembourser les dettes de sa belle-famille.

## Distribution
- Martín Karpan : Rodrigo Leal
- Carolina Gómez : Carmen Morena
- Jairo Camargo (VF : Jean-Michel Vovk) : Anibal López
- Cristina Campuzano : Diana de Rey
- Salvatore Cassandro : Ramón Rey, dit Ratón
- Margarita Muñoz : Valentina Manzur
- Morela Zuleta : Amalia Guerrero
- Carmenza Cossio : Eloisa Vaquero, dite Cuchibarbie
- Juan Pablo Llano : Cesar Dominguez
- Nataly Umaña : María Catalina Vallejo, dite Mariaca
- Mauricio Vélez : Edgar Collazos, dit Gordo
- Carolina Cuervo : Lucia Villamil
- Mauricio Iragorri : Felipe Sánchez
- Manuel José Chávez : Rodolfo Miguel Villamil
- José Julián Gaviria : Nacho
- Sebastian Sánchez : Lucas Beltrán
- Patricia Tamayo : Susana Rendón
- Cecilia Navia : Anabel Peinado
- Luces Velásquez : Dolores de Villamil, dite Lola
- María Eugenia Arboleda : Vicky
- Ana María Sanchez : Martha Pulgarín
- Sebastian Boscán : Juan Camilo
- Juan Sebastián Calero : Omar
- Raquel Ércole : Alma
- Javier Gnecco : Santiago Uribe
- Javier Gómez : George Quintana
- María Isabel Henao : Gloria
- Jorge Marín : Gonzalo Camacho, dit Gonzaloca
- Lorena Meritano : Rafaela del Valle
- Diego Ramos : Alberto Díaz Lopera / Alberto Di Lorenzo
- Fabián Ríos : Jackson
- María José Tafur : Luz
- Guillermo Vives : Alejandro Vergara
- Juan Manuel Lenis : Esteban
- Bibiana Corrales
- Dora Cadavid : Margarita
- Javier Gardeazabal : Jair
- Marilyn Patiño : Britney

## Remake
La série a été reprise en Espagne qui a été diffusée sur Antena 3 entre le 29 août 2005 et décembre 2005 qui met l'acteur Iván Sánchez dans le rôle principal.